# قوانين الصحافة
قوانين الصحافة هي القوانين المتعلقة بترخيص الكتب وحرية التعبير في جميع منتجات الصحافة المطبوعة خاصة الصحف. وتعتبر حرية الصحافة دائمًا ذات أهمية قصوى بالنسبة للكتاب السياسيين. أعطني الحرية كي أعرف وأتحدث وأجادل وفقًا لضميري وهذه الحرية تفوق كل الحريات الأخرى  هي مقولة ميلتون في خطابه أريوباجيتيكا.
وقبل اختراع الطباعة، امتلكت الكنيسة الحق في التحكم في التعبير عن كل رأي لا يعجبها. وعندما تم اختراع المطبعة، توغلت المطابع الألمانية نفسها في مختلف المراكز الهامة في أوروبا الغربية حيث تم بالفعل توظيف أعداد من النساخ من أجل مضاعفة المخطوطات. وفي عام1473 منح الملك لويس الحادي عشر خطابات براءات الاختراع (إعطاء حق طباعة وبيع الكتب)إلى الدارك كورينج والتي أقامت قبل ثلاث سنوات صحافة في جامعة السوربون ( كلية اللاهوت في الجامعة في باريس) ولم يمض وقت طويل حتى أصبح في باريس أكثر من 50 مطبعة تعمل. وسرعان ما وجدت الكنيسة والجامعات أن منتجات الكتب خارجة عن سيطرتها. وفي عام 1496 شرع البابا ألكسندر السادس في تقييد الصحافة وفي عام 1501 أصدر أمرًا رسميًا بابويًا ضد المطبوعات غير المرخصة وأدخل مبدأ الرقابة. وبين عامي 1524 و 1548 وضع برلمان الإمبراطورية في ألمانيا العديد من اللوائح الصارمة وفي فرنسا تم المنع بمرسوم والحكم بالإعدام على طباعة الكتب، وكان هذا الحكم شديد الوطأة ومع ذلك وبعد وقت قصير تم إعطاء جامعة السوربون حق اتخاذ القرار واستمر ذلك حتى قيام الثورة.

## الرقابة
كانت الرقابة إما تقييدية أو تصحيحية أي أنها تدخلت لتقييد أو منع نشر أو فرض عقوبات بعد النشر. واعتبر قمع النقاش الحر جزءًا هامًا من مهام الحكومة التي يعاقب عليها السير توماس مور في المدينة الفاضلة بالإعدام لأحد الأفراد حين انتقد سلوك السلطة الحاكمة. وتحت قيادة ماري اقتصرت الطباعة على أعضاء شركة مكتبتها، التي تم تأسيسها بموجب الميثاق الملكي في عام 1556 في عهد إليزابيث غرفة النجمة التي تولت الحق في حصر الطباعة في لندن وأكسفورد وكامبريدج؛ للحد من عدد الطابعات والمطابع ولحظر جميع المطبوعات التي تصدر دون ترخيص سليم وللدخول إلى المنازل للبحث عن المطابع والمنشورات غير المرخصة.